# Guvernoratul Nablus
Guvernoratul Nablus (Arabă: محافظة نابلس) este unul dintre guvernoratele Autorității Naționale Palestiniene, aflat în centrul Cisiordaniei, mai exact în Înălțimile Centrale. Este localizat la 53 de km nord de Ierusalim și acoperă zona din jurul orașului Nablus care servește drept reședință administrativă a  guvernoratului (muhfaza). Este guvernat de Mahmoud Aloul.

## Municipalități

### Orașe
Singurul oraș din guvernorat este Nablus.
- Nablus

### Orășele
- Aqraba
- Asira al-Shamaliya
- Beita
- Huwara
- Jammain
- Qabalan
- Sebastiya

### Sate
Această listă cuprinde satele cu o populație de peste 1,000 locuitori.
| - Asira al-Qibliya - Azmut - Awarta - Al-Badhan - Balata al-Balad - Beit Dajan - Beit Furik - Beit Hasan - Beit Iba - Beit Imrin - Beit Wazan - Bizziriya - Burin - Burqa - Deir al-Hatab - Deir Sharaf - Duma - Einabus - Furush Beit Dajan - Ijnisinya - Jurish - Kafr Qallil - Al-Lubban ash-Sharqiya | - Majdal Bani Fadil - An-Naqura - An-Naseriya - Odala - Osarin - Qaryut - Qusin - Qusra - Rujeib - Salim - Sarra - As-Sawiya - Talfit - Talluza - Tell - Urif - Yanun - Yasid - Yatma - Zawata - Zeita Jammain |  |

### Tabere de refugiați
- Așkar
- Balata
- Ein Beit al-Ma'